# SMC-3
SMC-3 – seria informacyjna minikomputera PRS-4. Po uzyskaniu pełnej zgodności prototypu MKJ-28 z minikomputerem HP2114B przygotowano dokumentację ideową i uzupełniono asortyment kart interfejsu o:
- programowany generator przerwań,
- 64 wejścia dwustanowe nieprzerywające,
- 64 wyjścia dwustanowe stykowe,
- 64 wyjścia dwustanowe bezstykowe,
- przetwornik częstotliwość-cyfra.

Dokumentację przekazano do ZEG w Tychach. Tam zaprojektowano obwody drukowane i dostosowano dokumentację do posiadanej technologii produkcji. W połowie 1975 roku ZEG wyprodukował pierwsze podzespoły serii informacyjnej minikomputera SMC-3. Podzespoły te trafiały do Zakładu Automatyzacji Powierzchniowej Zakładów Konstrukcyjno-Mechanizacyjnych Przemysłu Węglowego w Katowicach, gdzie były uruchamiane, testowane, tam też odbywało się kompletowanie zestawów zgodnie z wymaganiami realizowanych aplikacji.
Głównym problemem w procesie kompletowania była dostępność, a właściwie niedostępność urządzeń peryferyjnych i pamięci operacyjnych. Początkowo usiłowano kupować poszczególne urządzenia w firmach, które je produkowały, ale była to prawdziwa droga przez mękę, kończąca się najczęściej niepowodzeniem. Wreszcie znaleziono rozwiązanie następujące:
- kupowano zestawy komputerowe MOMIK 8b, z których każdy, oprócz dwóch kaset elektroniki, zawierał czytnik CT2000, perforator DT105 i drukarkę znakowo-mozaikową DZM-180/KSR, umieszczone w profesjonalnym, metalowym biurku;
- wymontowywano kasety elektroniki, które odsprzedawano ich producentowi Zakładom Systemów Minikomputerowych MERA;
- w miejsce wymontowanych montowano kasetę SMC-3 oraz pamięć operacyjną i zestaw był kompletny.

Do końca 1977 roku skompletowano w taki sposób 17 minikomputerów SMC-3.

## Zastosowania
Minikomputer SMC-3 został wykorzystany przede wszystkim do przygotowania aplikacji przeznaczonej do zbierania danych pozwalających na kontrolę wykorzystania i sprawności ciągów technologicznych w kopalniach. Systemy takie wdrożono w latach 1975-1976 między innymi w kopalniach: WIECZOREK, WUJEK, STASZIC i ZOFIÓWKA. Przetwarzanie zebranych danych było realizowane w podsystemie I-EAD, który opracowano w Głównym Instytucie Górnictwa i wdrożono w Centralnym Ośrodku Informatyki Górnictwa w Katowicach.
Minikomputer SMC-3 wykorzystano również, w kopalni SZOMBIERKI w 1976 roku, do analizy i prognozowania zagrożeń tąpaniami. Źródłem danych dla minikomputera SMC-3 było urządzenie do klasyfikacji sygnałów sejsmoakustycznych typu SMC-2s, wdrożone rok wcześniej. Zestaw ten stanowił przykład zastosowania techniki komputerowej do zautomatyzowania najbardziej czasochłonnych czynności w procesie przygotowania prognozy zagrożenia tąpaniami.
Niezwykle interesującym projektem było wykorzystanie minikomputera SMC-3 do centralnego zabezpieczenia metanometrycznego kopalni. Była to pierwsza w Polsce próba wykorzystania minikomputera do realizacji tak odpowiedzialnego zadania. Doświadczalną instalację cyfrowej centrali metanometrycznej CMC1, bo tak nazwano ten system, wykonano w roku 1977. Po przeprowadzeniu badań laboratoryjnych centralę zainstalowano w kopalni WESOŁA, gdzie od maja 1978 roku prowadzono badania eksploatacyjne.
Ponadto minikomputer SMC-3 wykorzystano do sterowania ciągami taśmociągów w kopalni RUDNA w Zagłębiu Miedziowym, a Zakład Systemów Automatyki Kompleksowej Polskiej Akademii Nauk (obecnie Instytut Informatyki Teoretycznej i Stosowanej PAN) wykorzystał dwa minikomputery SMC-3 w systemie namiarowania wsadu pierwszego wielkiego pieca i w systemie monitorowania pracy pieców wgłębnych. Systemy zainstalowano w Hucie Katowice pod koniec lat 70. XX wieku.